# Idaea dicenea
Idaea dicenea là một loài bướm đêm trong họ Geometridae.